# Jahreszeiten einer Ehe
Jahreszeiten einer Ehe (Originaltitel: A Change of Seasons) ist eine US-amerikanische Filmkomödie mit dramatischen Elementen von 1980 unter der Regie von Richard Lang. Die Hauptrollen eines Ehepaares, das in einer schwierigen Phase seiner Ehe angekommen ist, sind mit Shirley MacLaine und Anthony Hopkins besetzt. Bo Derek ist als Geliebte des College-Professors zu sehen.

## Handlung
Karen Evans, die Ehefrau des College-Professors Adam Evans, der oft eine gewisse Arroganz an den Tag legt, sagt ihrem Mann auf den Kopf zu, dass er eine Affäre mit einer seiner Studentinnen habe, was er nach anfänglichem Zögern auch zugibt. Es sei Leidenschaft, was ihn mit Lindsey verbinde, nicht Liebe, Liebe verbinde ihn mit ihr. Treue sei möglicherweise ein wenig altmodisch, erwidert Adam auf Karens Einwand, die leise erwidert, dass er sie einmal geheiratet habe, eben weil sie altmodisch sei.
Als Karen den jungen Tischler Pete Lachapelle kennenlernt, der im Haus der Adams ein Bücherregal errichten soll, ist sie sehr angetan von dem unorthodoxen jungen Mann und fordert ihn spontan auf, mit ihr das Bett zu teilen. Einerseits will sie es ihrem Mann heimzahlen, andererseits findet sie Pete aber auch wirklich aufregend. Als Adam von einer Dienstreise nach Hause kommt, findet er seine Frau und Pete in einer verfänglichen Situation vor. Er reagiert gleichzeitig empört, verletzt und mit viel Sarkasmus. Karen meint, sie tue doch nur, was er auch tue. Sie habe sich scheußlich gefühlt, alleingelassen und abgelegt.
Um zu zeigen, dass man der Situation gewachsen ist und souverän damit umgehen kann, beschließt man sogar, das gemeinsame Ferienhaus in Vermont für einen Skiurlaub zu viert zu nutzen. Während der Autofahrt dorthin haben Karen und Pete viel Spaß, während im Wagen von Adam und Lindsey schlechte Stimmung herrscht. Pete erweist sich als außergewöhnlich einfühlsam und überrascht nicht nur durch seine Klugheit und seine Souveränität, an der Adams überhebliche Art immer wieder abprallt. Und dann zeigt er sich auch noch als exzellenter Kämpfer, als es in einer Diskothek zu Streitigkeiten kommt.
Eines Nachts kommt Karens und Adams Tochter Kasey überraschend und kann kaum glauben, was sie sieht. „Wie kann ich mit euch über meine Probleme sprechen, wenn ihr beide verkorkster seid, als ich es je gewesen bin,“ will sie von ihren Eltern wissen. Sie hat einen heftigen Streit mit ihrem Freund Paul gehabt, der, nachdem sie ihn dazu aufgefordert habe, tatsächlich gegangen sei. Pete kommt mit Kasey ins Gespräch und erzählt ihr vom tragischen Tod seiner Eltern und vom ebenso sinnlosen Tod seines Kindes und seiner Frau. Sie solle niemals denken, die Welt sei normal, sie sei genau so, wie sie sei, aber wenn sie jemanden habe, der sie liebe, dann solle sie ihn festhalten. Kurz darauf fährt Paul in einem Taxi vor, weil er nicht ohne Kasey leben könne. Pete hat beschlossen, dass es Zeit für ihn sei, zu gehen. Er verabschiedet sich von Karen und fährt davon. Auch Kasey und Paul beschließen zu fahren. So bleiben Karen, Adam, Lindsey und deren inzwischen ebenfalls anwesender Vater Steven allein zurück. Steven findet Gefallen an Karen und lädt sie zum Essen ein. Lindsey erkennt aus Adams Reaktion darauf, dass er niemals vorhatte, Karen zu verlassen und darum, und weil sie ihn wirklich geliebt hat, verlässt sie ihn. Als Karen ihren Mann so verloren draußen stehen sieht, will sie zuerst einem inneren Impuls folgend zu ihm gehen, entscheidet sich dann aber um und kehrt zurück zu Steven.

## Produktionsnotizen und Hintergrund
Gedreht wurde in Bennington und in Wilmington im Bundesstaat Vermont. Produziert wurde der Film von der Guinness Film Group/Fox. Es handelt sich um eine Martin Ransohoff Produktion. In den USA wurde der Film erstmals am 1. Dezember 1980 aufgeführt. In der Bundesrepublik Deutschland kam er am 20. Februar 1981 in die Kinos. In den Lichtspielhäusern der DDR lief er erstmals am 3. Dezember 1982.
Das Drehbuch zum Film stammt von Erich Segal, dem Autor des erfolgreich verfilmten Buches Love Story. Kurz vor Beginn der Dreharbeiten zu diesem Film hatte Bo Derek den Film Zehn – Die Traumfrau beendet, der sie nach seinem Erscheinen zum Star machte. Die Produzenten von Jahreszeiten einer Ehe bauten daraufhin zusätzliche, zunächst gar nicht geplante Liebesszenen mit Hopkins und Derek in den Film ein, die großteils anfangs des Films zu sehen sind.
Musik
Where Do You Catch The Bus For Tomorrow?, gesungen von Kenny Rankin (Musik: Henry Mancini, Text Alan und Marilyn Bergman)
DVD
Studio e-m-s GmbH veröffentlichte den Film am 26. Juli 2001 auf DVD.

## Kritik
Das Lexikon des internationalen Films sprach von einer „streckenweise ins Schwankhafte abgleitende[n] Geschlechterkomödie mit melancholischen Akzenten. In der Bildgestaltung eher unoriginell, in den Dialogen aber recht witzig und temperamentvoll gespielt“.
Cinemas Urteil lautete: „Ein müder „Wer hat Angst vor Virginia Woolf?“-Aufguss.“
Für Kino.de dagegen handelt es sich bei dem Film um eine „amüsante erotische Komödie mit brillanter Besetzung: Anthony Hopkins, Shirley MacLaine und vor allem Bo Derek“.